# Aktenschnur

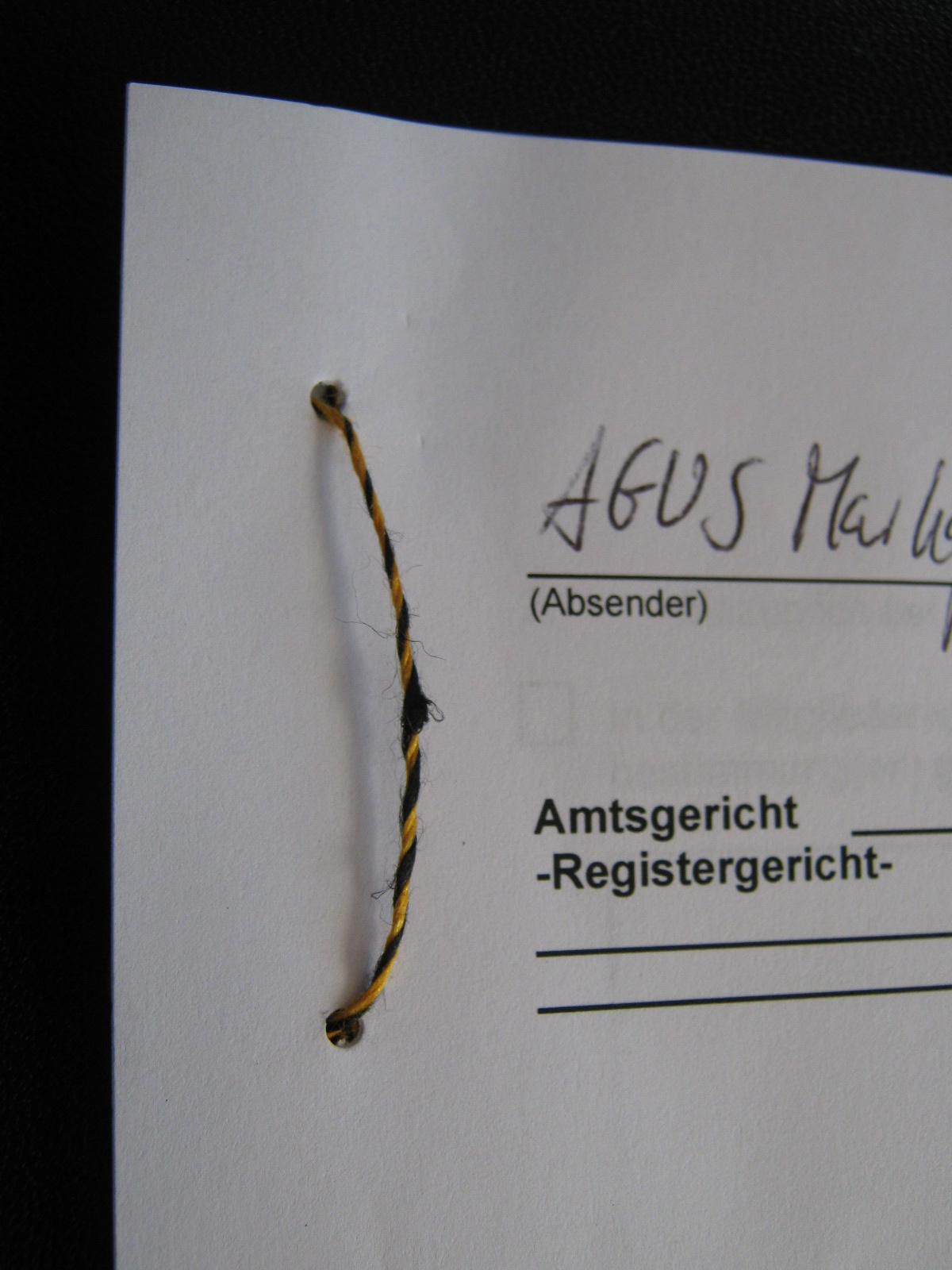
Beispiel einer Badischen Lochung an einem mit einer Aktenschnur zusammengehaltenen Dokument mit notariell beglaubigter Unterschrift, November 2012

Eine Aktenschnur wird zum Teil für notarielle Verträge oder für Grundbuchauszüge mit speziellen farbigen Aktenschnüren oftmals mit Papiersiegeln verwendet.
Ebenso wurden sie von der badischen Verwaltung zur Heftung der Akten (Badische Aktenheftung) verwendet. 
Auch heute wird sie im ehemals badischen Teil Baden-Württembergs noch von der Justiz verwendet. Die bei der Justizvollzugsanstalt Bruchsal erhältlichen Aktenschnüre werden dort auch als Aktennestel bezeichnet. Die Schnüre sind in den Farben natur, grün und blau erhältlich, die naturfarbenen sind zudem in drei Stärken lieferbar.
Im württembergischen Landesteil werden dagegen konventionelle Aktenordner mit einer Lochung nach ISO 838 verwendet.
Aktenschnüre bestehen aus Baumwollgarn und sind an den Enden versteift, um das Einfädeln zu erleichtern. Sie werden dann mit einem speziellen Aktenknoten dazu verwendet, die Vorgänge zusammenzufassen.

## Verwendung

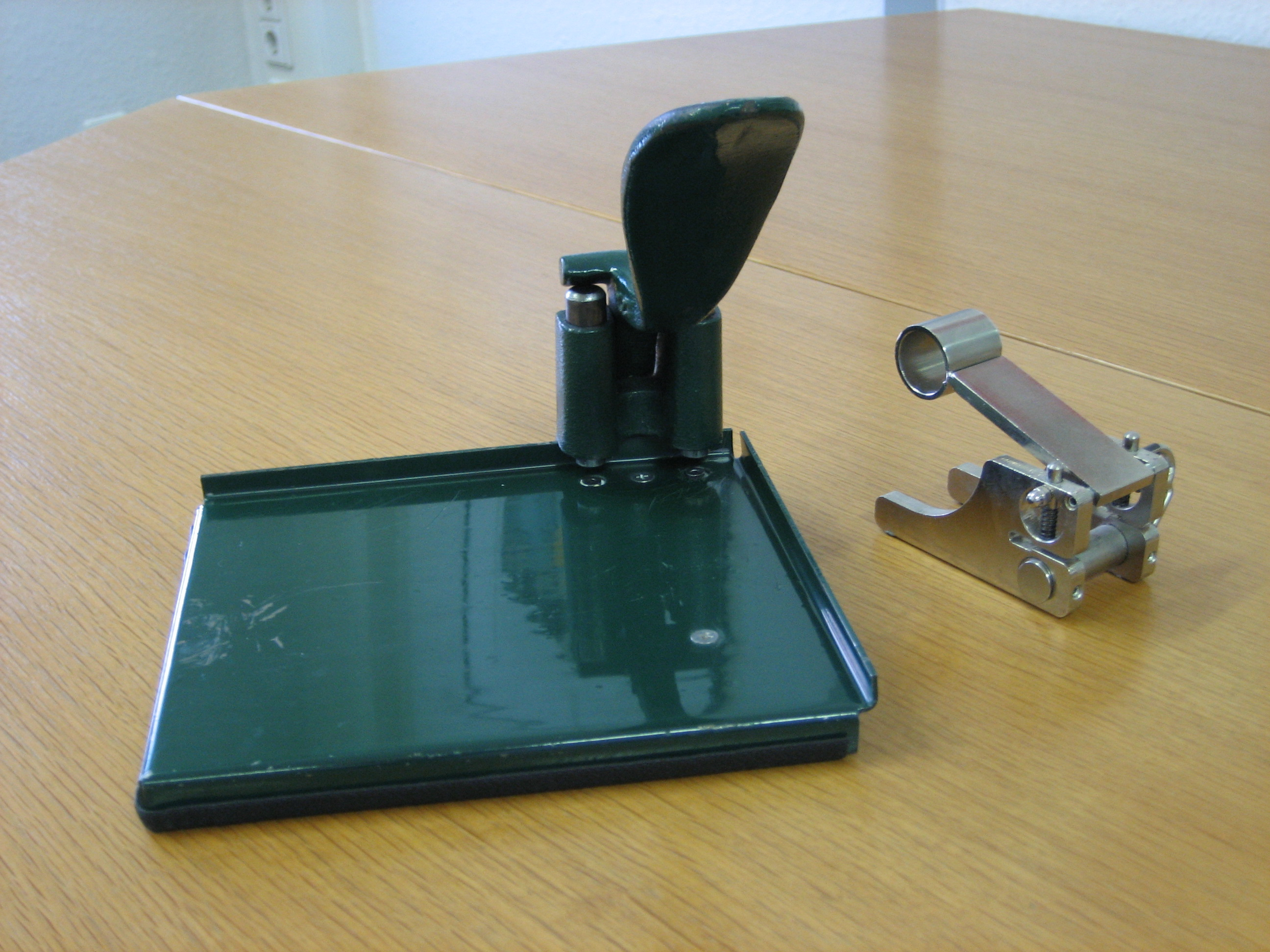
Aktenlocher zur Herstellung „Badischer Aktenlöcher“
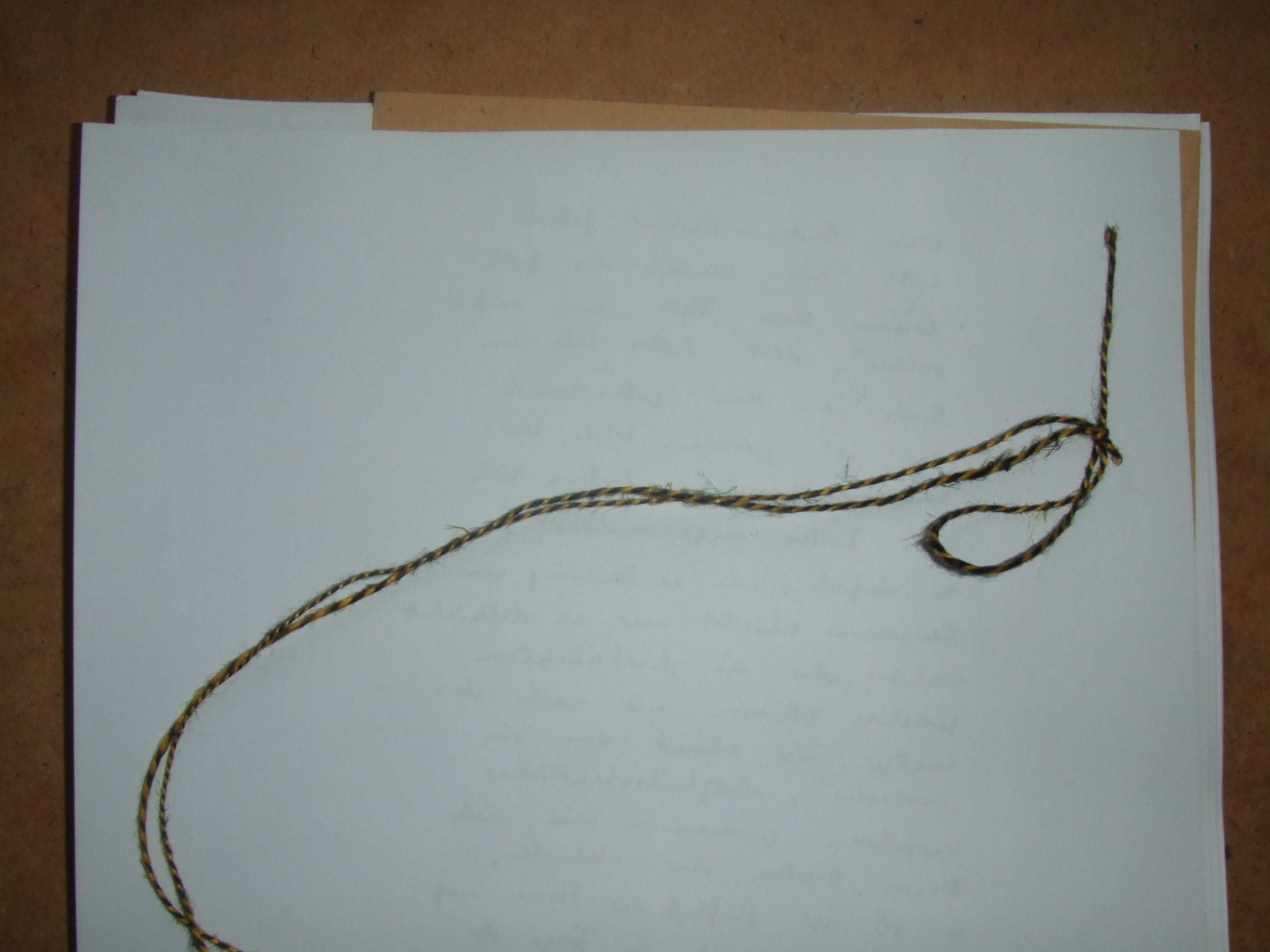
„Badischer Aktenknoten“ auf der Rückseite einer Akte
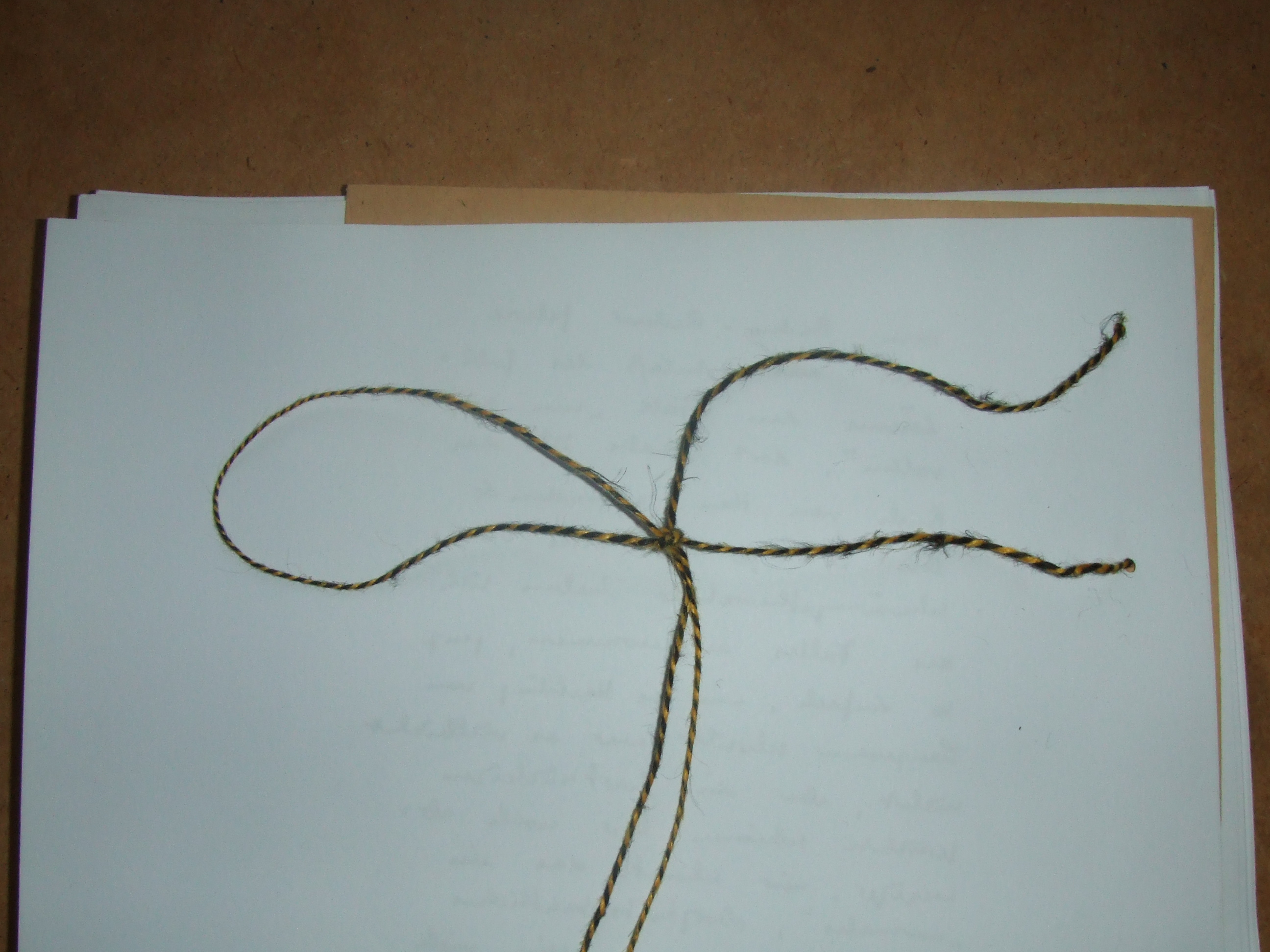
Leseknoten zum Umblättern der Aktenblätter
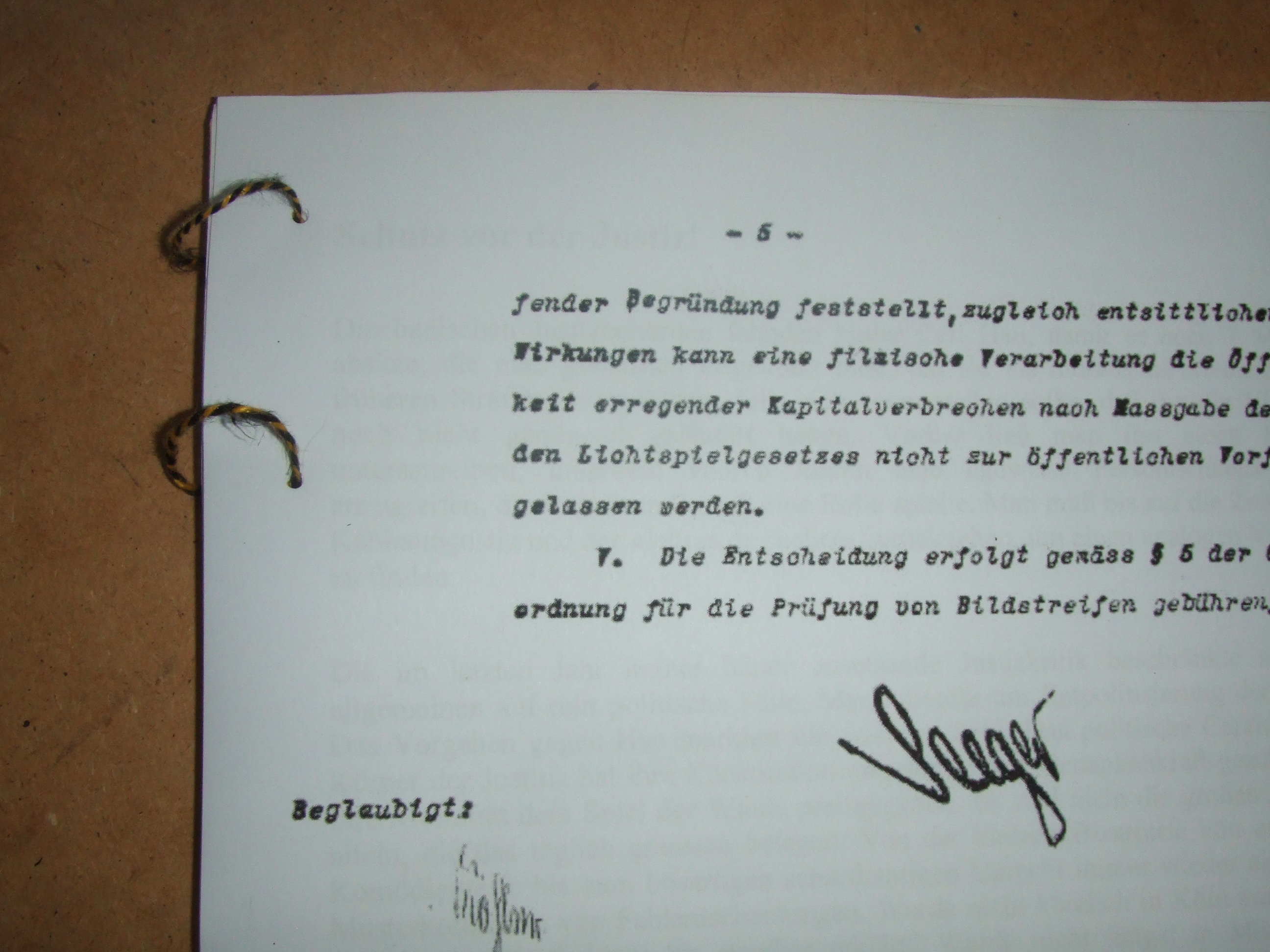
Umgeschlagene Seite